# Carl-Gustav Arvid Rossby

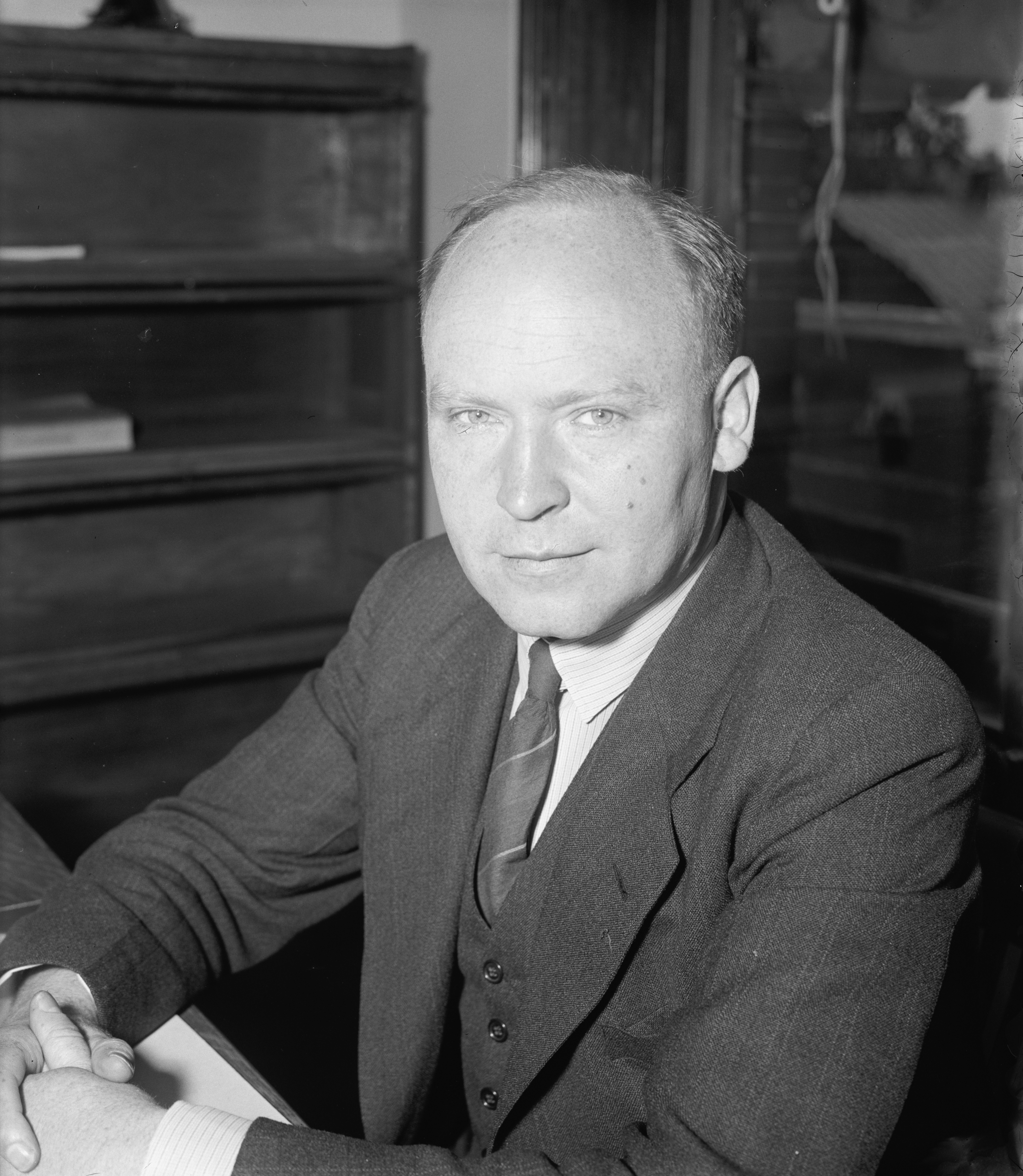
Carl-Gustaf Rossby

Carl-Gustaf Rossby (Stoccolma, 28 dicembre 1898 – Stoccolma, 19 agosto 1957) è stato un meteorologo svedese che per primo spiegò i movimenti a larga scala dell'atmosfera in termini di meccanica dei fluidi.

## Biografia
Approdò alla meteorologia e all'oceanografia mentre studiava a Bergen nel 1919 sotto Vilhelm Bjerknes, il cui gruppo stava sviluppando il concetto di fronte polare, e nella Università di Lipsia. Studiò anche presso l'Osservatorio Meteorologico Lindenberg, a Beeskow in Brandeburgo dove si svolgevano ricerche sull'alta atmosfera per mezzo di aquiloni e palloni aerostatici. Nel 1921, ritornò a Stoccolma per entrare nel Servizio Svedese di Meteorologia e Idrologia, dove partecipò come meteorologo a numerose spedizioni oceanografiche. Mentre era a terra, tra una spedizione e l'altra, studiò fisica matematica presso l'Università di Stoccolma.
Nel 1925, Rossby ricevette una borsa di studio dalla fondazione Svezia-America per studiare l'applicazione della teoria del fronte polare al clima americano. Nel Servizio Meteorologico Nazionale a Washington combinò gli studi teorici sulla turbolenza atmosferica con la creazione del primo servizio meteorologico per l'aviazione civile.
Nel 1928, divenne professore associato nel dipartimento di Aeronautica del Massachusetts Institute of Technology che poco dopo divenne il primo dipartimento di Meteorologia degli Stati Uniti. Nel 1931 egli divenne inoltre ricercatore associato presso l'istituto oceanografico di Woods Hole. I suoi interessi, in questo periodo, spaziavano dalla termodinamica atmosferica, al regime turbolento e l'interazione tra oceani e atmosfera.
Nel 1938, divenne cittadino degli Stati Uniti e, l'anno successivo, vice-direttore della ricerca presso il Servizio Meteorologico Nazionale. Con la sua nomina a capo del dipartimento di Meteorologia presso l'Università di Chicago nel 1940, iniziò il periodo in cui rivolse la sua attenzione ai movimenti atmosferici a larga scala. Quindi identificò e classificò sia le correnti a getto che le onde di Rossby nell'atmosfera.
Durante la Seconda guerra mondiale, Rossby organizzò l'istruzione dei meteorologi militari, assumendone, nel periodo post-bellico, parecchi nel suo dipartimento di Chicago, dove iniziò ad adattare la sua descrizione matematica della dinamica dell'atmosfera alle previsioni meteorologiche tramite computer. Aveva iniziato questa attività in Svezia usando il BESK, il primo computer elettronico svedese, e nel 1947 fondò, come direttore, l'Istituto di Meteorologia Svedese a Stoccolma, dividendo il suo tempo tra Stoccolma, Chicago e Woods Hole. Dopo la fine della guerra, visitò anche il Professor Hans Ertel, un suo vecchio amico, a Berlino. La loro cooperazione condusse alla formulazione matematica delle cosiddette onde di Rossby.
Tra il 1954 e la sua morte avvenuta a Stoccolma nel 1958, promosse e sviluppò il campo della chimica atmosferica. I suoi contributi alla meteorologia furono descritti nel numero del 17 dicembre 1956 della rivista Time. Il suo ritratto apparve nella copertina di quella settimana.